# Tai Tsun Wu
Tai Tsun Wu (* 1. Dezember 1933 in Shanghai, Republik China; † 19. Juli 2024 in Palo Alto, Kalifornien, Vereinigte Staaten) war ein US-amerikanischer theoretischer Physiker.

## Leben
Tai Tsun Wu erlangte an der University of Minnesota seinen Abschluss und promovierte 1956 bei Ronold King an der Universität Harvard in angewandter Physik über ein elektrodynamisches Thema. Seine Dissertation hatte den Titel The Conception of Impedance – High Frequency Scattering. 1960 wurde er Sloan Research Fellow. Er war Professor für Physik in Harvard.
Wu arbeitete auf dem Gebiet der Hochenergiephysik, wo er unter anderem mit Cheng aus der Quantenchromodynamik die viel später experimentell beobachtete, aber früher nicht erwartete Zunahme des Gesamt-Wirkungsquerschnitts bei Hadronstößen sehr hoher Energie, zum Beispiel bei Proton-Antiproton- und Proton-Proton-Stößen, vorhersagte. In der statistischen Mechanik arbeitete er zum Beispiel über das Ising-Modell, wo er das asymptotische Verhalten verschiedener Korrelationsfunktionen durch Anwendung der Wiener-Hopf-Methode zur Lösung von Integralgleichungen untersuchte, und über das Bose-Einstein-Kondensat (BEC), mit dem er sich schon in einer frühen Arbeit 1959 befasste und das er in den 1990ern (als das BEC auch experimentell ein sehr aktives Forschungsgebiet wurde) unter anderem in äußeren Feldern behandelte. Ab den 1990er Jahren beschäftigte er sich auch mit Quanteninformationstheorie. Mit Chen Ning Yang gab er eine neue Phasenfaktor-Formulierung der Yang-Mills-Theorien und analysierte die CP-Verletzung im Kaon-Anti-Kaon-System. Mit Carl M. Bender untersuchte er ab 1969 das asymptotische Verhalten der quantenmechanischen Störungstheorie (zum Beispiel beim anharmonischen Oszillator) bei hoher Ordnung.
Einer seiner Doktoranden war Barry McCoy, mit dem er 1973 ein Buch über das Isingmodell schrieb. Mit Hung Cheng befasste er sich ab den 1960er Jahren auch mit der genauen Berechnung der Delbrück-Streuung in der Quantenelektrodynamik.
1977 wurde er zum Mitglied der American Academy of Arts and Sciences ernannt. 1999 erhielt er mit McCoy und Alexander Zamolodchikov den Dannie-Heineman-Preis für mathematische Physik.
Wu war 1977/1978 und erneut 1986 Gastwissenschaftler an der Europäischen Organisation für Kernforschung (CERN). Noch immer besucht er jeden Sommer regelmäßig das CERN.
Er war mit der Physikerin Sau Lan Wu verheiratet.